# Leda col cigno (Galleria Borghese)
Leda col cigno è un dipinto a tempera grassa su tavola (112×86 cm) di un pittore leonardesco, probabilmente Cesare da Sesto, databile al 1510-1520 circa e conservato nella Galleria Borghese a Roma. Si tratta di una copia della Leda di Leonardo da Vinci.

## Descrizione e stile
La raffigurazione presenta una sensuale Leda abbracciata ad un cigno, metamorfosi dell'amante Giove. L'interesse per i miti antichi è tipico degli umanisti del Rinascimento italiano.
Ai piedi della donna, le due uova da cui sarebbero nati, secondo alcune versioni del mito, le sorelle Elena e Clitennestra e i Dioscuri gemelli Castore e Polluce. Lo sfondo, ricco di paesaggi e di architetture (tra le quali, in basso a sinistra, delle rovine antiche a riprova del fascino verso l'antico) è sfumato con la prospettiva aerea.